# Remelana
Remelana là một chi bướm ngày thuộc họ Lycaenidae.